# Listă de filme referitoare la Crăciun
Aceasta este o listă de filme în care se fac referiri la Crăciun, dar sărbătoarea nu este o temă principală a scenariului. Sărbătoarea Crăciunului poate fi o parte a poveștii, sau poate apărea într-una sau mai multe scene, dar, ca de exemplu în Ne vedem în St. Louis (1944), aceasta nu este partea cea mai importantă a filmului. Pentru filme cinematografice despre Crăciun vedeți Listă de filme de Crăciun. Pentru producții de televiziune sau direct-pe-video vedeți Listă de filme de Crăciun de televiziune sau direct-pe-video.

## Listă de filme
- 3 Godfathers (1948) — De Crăciun, în Vechiul Vest, trei văcari găsesc o femeie care moare în timpul nașterii și duc copilul în lumea civilizată într-o parodie a poveștii biblice a magilor.
- 12 Monkeys (1995) — Omul este trimis înapoi în timp pentru a opri o epidemie apocaliptică. Filmul are scene care au loc în timpul Crăciunului.
- 29th Street (1991) — Când un om câștigă prima loterie organizată de statul New York în Ajunul Crăciunului, în loc să sărbătorească, el aruncă cu o piatră într-o fereastră a unei biserici. Bazat pe o poveste adevărată.
- Accidentul (film românesc) (1991) — Ecranizare după romanul "Accidentul" de Mihail Sebastian. Un avocat, Paul, o salvează pe Nora, o profesoară de franceză, de la un accident de tramvai în București. Între cei doi tineri are loc o frumoasă poveste de dragoste. Filmul cuprinde scene de Crăciun la Biserica Neagră din Brașov, unde își petrec ei vacanța de Crăciun.
- All That Heaven Allows (1955) — O văduvă singură găsește dragostea alături de un grădinar tânăr, spre dezaprobarea copiilor ei adulți. Are scene de Crăciun.
- American Psycho (2000) — Criminalul în serie Patrick Bateman ia o pauză de la actele sale de teroare pentru a participa la o petrecere de Crăciun dată de logodnica lui.
- Annie Hall (1977) —
- The Apartment (1960) — Un tânăr executiv urcă pe scara ierarhică după ce și-a închiriat apartamentul pentru relațiile extraconjugale ale șefilor lui. Cea mai mare parte a filmului are loc între Crăciun și Anul Nou.
- Arthur (1981) —
- Arthur 2: On the Rocks (1988) — După ce și-a pierdut moștenirea, Arthur – acum căsătorit – încearcă să găsească un loc de muncă și să adopte un copil. Filmul are loc în timpul sezonului de Crăciun la New York.
- Auntie Mame (1956) — O femeie excentrică, Mame Dennis, încearcă să se angajeze la magazinul Macy's în timpul Crăciunului.
- Ben-Hur (1959) — Un prinț evreu transformat în sclav caută răzbunare împotriva fostului prieten care l-a trădat. Nașterea lui Hristos este prezentată în prolog.
- Big Business (1929) — Doi vânzători de pomi de Crăciun vecini (Stan și Bran), intră într-o dispută reciproc-distructivă, cu un client, într-o comedie mută scurtă.
- The Boat That Rocked (2009) — Guvernul încearcă să închidă un post de radio pirat în 1960 Marea Britanie. Are o scena de Crăciun.
- La Bûche (Season's Beatings) (1999) — O femeie se reîntâlnește cu fiicele ei plecate departe în timpul Crăciunului, în urma decesului celui de-al doilea soț al ei.
- Cast Away (2000) — În Ajunul Crăciunului, un avion marca FedEx s-a prăbușit în apropierea unei insule pustii, unde singurul supraviețuitor trăiește pentru următorii patru ani.
- Catch Me If You Can (2002) —
- The Chronicles of Narnia: The Lion, the Witch and the Wardrobe (2005) —
- Citizen Kane (1941) —
- The City of Lost Children (La Cité des Enfants Perdus) (1995) — Un om de știință monstruos răpește copii să le fure visele folosind o mașină. Filmul se deschide cu o secvență de vis din Ajunul Crăciunului.
- Cronos (1993) — Film de groază mexican, având acțiunea în timpul Crăciunului și Ajunul Anului Nou.
- Die Hard (1988) — În ajunul Crăciunului, teroriștii acaparează controlul unui zgârie-nori din Los Angeles.
- Die Hard 2 (1990) — În ajunul Crăciunului, teroriștii acaparează controlul traficului aerian la aeroportul Washington DC.
- Donovan's Reef (1963) — Comedie despre viața a trei veterani de război, pe o insulă polineziană franceză. Acțiunea are loc în luna decembrie și prezintă un concurs amuzant de Crăciun la Biserica Catolică locală.
- Fanny and Alexander (1982) — De Crăciun, niște copii suedezi încearcă să se adapteze la comportamentul dur al tatălui lor vitreg.
- Ghostbusters II (1989) — Filmul este realizat în luna decembrie în timpul sezonului de Crăciun și de Anul Nou în New York City, iar un pom de Crăciun este vizibil pe parcursul a cel puțin o scenă.
- The Godfather (1972) — Crăciunul în 1945 este cea mai bună ocazie pentru mai multe crime în Mafia.
- Goodfellas (1990) — O scenă are protagoniști mafioți care sărbătoresc Crăciunul după un jaf într-un avion Lufthansa, în decembrie 1978.
- The Great Ziegfeld (1936) — Un impresar de pe Broadway își răsfață familia cu cadouri de Crăciun.
- Grumpy Old Men (1993) — Niște vârstnici burlaci se iau la întrecere ca să cucerească inima unei văduve. Filmul are unele scene în Ajunul Crăciunului.
- Harry Potter series (2001–2011) — Au loc scene în timpul Crăciunului, în care personajele fac schimb de cadouri.
- Hebrew Hammer (2003) — Un super-erou evreu se luptă cu fiul rău al lui Moș Crăciun, care vrea să distrugă Hanukkah și facă toată lumea să sărbătorească Crăciunul.
- I Am Legend (2007) — Un focar viral izbucnește în Ajunul Crăciunului din 2009, și se răspândește rapid în întreaga întreaga planetă.
- Inside (À l'intérieur) (2007) — În ajunul Crăciunului, o mamă văduvă însărcinată este urmărită de o femeie ucigașă care vrea copilul ei nenăscut.
- Jaws: The Revenge (1987) — Un rechin ucigaș urmărește familia unui polițist mort în Bahamas. Filmul începe în momentul de Crăciun.
- Kramer vs. Kramer (1979) — În încercarea de a-și găsi un nou loc de muncă, în scopul de a obține custodia legală a fiului său, Ted Kramer participă la un interviu un job (și îl câștigă) în timpul unei petreceri de Crăciun.
- L.A. Confidential (1997) — Investigând o crimă în Ajunul Crăciunului, trei detectivi de poliție anihilează o rețea de corupție și violență în 1950 Los Angeles.
- Lethal Weapon (1987) — Un tânăr polițist sinucigaș se asociază cu un ofițer veteran pentru a rezolva o crimă în timpul sărbătorilor.
- Look Who's Talking Now (1993) — Familia Ubriacco se luptă să fie împreună de Crăciun.
- Love Affair (1939) — Doi îndrăgostiți pleacă într-o călătorie, care ulterior nu mai are loc din cauza unui accident de mașină. Cea mai mare parte a acțiunii filmului are loc Crăciun. Refăcut în 1957 (cu titlul „An Affair to Remember”) și 1994.
- Love Finds Andy Hardy (1938) — Un adolescent încearcă să își găsească marea dragoste de Crăciun.
- Love Story (1970) — Filmul suune pl spune povestea lui Oliver Barett IV, care provenea dintr-o famălie înstarită și respectată de absolvenți ai Universității Harvard.
- Make Way for Tomorrow (1937) — După ce și-au pierdut casa în urma unei execuții bancare, doi soți vârstnici sunt obligați să divorțeze și să se mute fiecare la unul dintre copiii lor. Filmul are o scena de Crăciun.
- Mame (1974) — Versiunea muzicală a filmului „Auntie Mame”. Pe coloana sonoră, este inclusă piesa ”We Need a Little Christmas”.
- The Manchurian Candidate (1962) — Un tânăr politician este racolat asasin de către regimul comunist. Filmul are o scenă de Crăciun.
- The Matador (2005) —
- Mean Girls (2004) — Un adolescent provenit dintr-o familie defavorizată se infiltrează într-o gașcă de școală. Are o scenă în care elevele cântă și dansează ”Jingle Bell Rock”.
- Meet John Doe (1941) — Un reporter de ziar transformă un vagabond într-un erou național, dar omul amenință să se sinucidă sărind de pe primărie, după care este acuzat de fraudă. Punctul culminant are loc în Ajunul Crăciunului.
- Ne vedem în St. Louis (Meet Me in St. Louis) (1944) — Într-o secvență a filmului, o familie din Missouri se bucură de Crăciun.
- Metropolitan (1990) — Niște studenți în ultimul an la un colegiu pleacă într-o vacanță de Crăciun pe datorie, în Manhattan.
- A Midnight Clear (1992) — Niște soldați americani și germani petrec un Crăciun neliniștit împreună în Franța, în timpul celui de al doilea război mondial.
- A Midwinter's Tale (1995) — O trupă de actori încearcă să salveze o biserică prin montarea de Crăciun a piesei Hamlet.
- Millions (2004) — Doi frați tineri britanici, foarte religioși, intră în conflict în privința modului în care să-și cheltuie 229,520 de dolari (mai târziu, se dezvăluie ca fiind furați) înainte de schimbarea cursului dolarului la euro din apropierea Crăciunului.
- Money Train (1995) — Are loc în timpul sezonului de Crăciun și de Anul Nou.
- Mr. and Mrs. Smith (1941) — Un bărbat și o femeie descoperă că căsătoria lor nu a fost legală. Filmul are loc în perioada Crăciunului.
- Mutiny on the Bounty (1935) — Niște marinari britanici se revoltă împotriva căpitanului lor tiranic în timpul expediției din 1789 în Tahiti. Are o scena de Crăciun.
- Never Say Goodbye (1946) — Un artist încearcă să își recâștige fosta soție, în preajma Crăciunului.
- The Night of the Hunter (1955) — Scenele finale ale filmului descriu niște copii se bucură de Crăciun după ce a fost capturat răpitorul lor.
- The Odessa File (1974) — Thriller politic având acțiunea în perioada Crăciunului, și are cântecul ”Christmas Dream”, pe coloana sonoră.
- On Her Majesty's Secret Service (1969) — James Bond lucrează pentru a contracara amenințarea războiului biologic. O parte a filmului are loc în Elveția, în timpul sezonului de Crăciun.
- Our Vines Have Tender Grapes (1945) — O familie de fermieri norvegieni imigrează într-un sat din statul Wisconsin. Filmul are scene de Crăciun.
- P2 (2007) — O femeie de afaceri este urmărită de un psihopat după ce a fost blocată într-o parcare în Ajunul Crăciunului.
- Precious (2009) — O mamă adolescentă se luptă pentru a depăși sărăcia și abuzul parental. Filmul are o scena de Crăciun.
- Psycho (1960)
- Rent (2005) — Prima jumătate a filmului are loc între Crăciun și Anul Nou. A doua jumătate a filmului prezinta evenimentele din anul următor. Filmul se încheie în Ajunul Crăciunului următor.
- Rick (2003) — Adaptare după opera lui Verdi, “Rigoletto”, care are loc în Manhattan în timpul Crăciunului.
- Rocky (1976) — Un boxer de categorie ușoară primește șansa de a participa la un campionat la categoria grea în meciul de Anul Nou. Filmul are o serie de scene de Crăciun.
- Rocky IV (1985) —
- Roger & Me (1989) — Documentar despre închiderea uzinei General Motors din Flint, Michigan în care regizorul de film Michael Moore se confruntă cu presedintele GM, Roger Smith, la o petrecere a companiei din Ajunul Crăciunului.
- Ronin (1998) — Thriller-ul de spionaj. Are loc o scenă de la sărbătoarea de Crăciun în aer liber din sudul Franței
- Santa Claws (1996) — O actriță este urmărită de un fan în timp ce filma un film de Crăciun.
- Serendipity  (2001) — Scena de deschidere are loc la Bloomingdale în timpul Crăciunului. John și Sara se întâlnesc în timp ce făceau cumpărături de Crăciun, și voiau să-și cumpere aceeași pereche de mănuși. Pe coloana sonoră se aude melodia „Cool Yule” a lui Bette Midler.
- The Seven Little Foys (1955) — Film biografic despre artistul de vodevil Eddie Foy și familia lui. Filmul are unele scene de Crăciun.
- Since You Went Away (1944) — Dramă a cărei acțiune are loc în Ajunul Crăciunului, în timpul celui de al doilea război mondial.
- Six Weeks (1982) — O femeie de afaceri cu cosmetice și greva fiica ei grav bolnavă se împrietenesc cu un politician și vizitează New York City de Crăciun.
- Sleepless in Seattle (1993) —
- Soldier (1998) —
- Some Girls (1988) — Un student la colegiu primește mai mult decât se aștepta atunci când vizitează familia prietenei lui în Quebec pentru Crăciun.
- Splendor in the Grass (1961) — Dragoste, represiune, și colaps mental la sfârșitul anului 1920 în Kansas. Filmul are o scenă de Crăciun.
- Stalag 17 (1953) —
- Step Brothers (2008) - În Ajunul Crăciunului, cei doi frați vitregi, Brennan (Will Ferrell) și Dale (John C. Reilly) distrug pomul de iarnă al familiei și aruncă cadourile în timp ce sunt somnambuli
- Stowaway (1936) — O fetiță orfană din China (Shirley Temple) este abandonată departe pe o navă și este găsită de către un cuplu american care o adoptă. Shirley Temple cântă ”That's What I Want for Christmas”, în scena finală.
- A Summer Place (1959) — Adulter, divorț și romantism adolescentin între două familii care întâlnesc pe o insulă-stațiune din Maine. Filmul are o scenă de Crăciun.
- Sun Valley Serenade (1941) — Un muzician se îndrăgostește de o de refugiată norvegiană în timpul unui concert, în vacanța de Crăciun, la o stațiune de schi din Idaho.
- The Sure Thing (1985) — Rivalitatea se transformă în dragoste pentru doi studenți care aleargă la un cros în timpul vacanței de Crăciun.
- Tales from the Crypt (1972) — Primul segment din această antologie horror este despre o femeie care își ucide soțul în casă, în Ajunul Crăciunului, și este, astfel, în imposibilitatea de a suna la poliție, atunci când un nebun într-un costum de Moș Crăciun este în fața casei.
- This Sporting Life (1963) — Un jucător de rugby se uită înapoi în timp ce își recuperează dinții dintr-un meci de Ajunul Crăciunului, unde a fost bătut.
- Three Days of the Condor (1975) — Un thriller-ul de spionaj are loc în timpul sezonului de vacanță.
- To All a Good Night (1980) — Un Moș Crăciun criminal le urmărește pe fetele dintr-un club studențesc.
- Tom & Thomas (The Christmas Twins) (2002) — Doi gemeni identici care nu s-au mai văzut demult se reunesc, luptă împotriva traficului de copii. Filmul are loc în timpul sezonului de Crăciun.
- Toy Story (1995) — Scena finală are loc în ziua de Crăciun.
- Toy Story 3 (2010) — Scena finală are loc în ziua de Crăciun.
- Toys (1992) — Un om se luptă cu fratele său „războinic” pentru moștenirea fabricii de jucării a tatălui lor mort. Filmul începe la Crăciun.
- The War of the Roses (1989) — Are mai multe scene de Crăciun.
- When Harry Met Sally (1989) — Are mai multe scene de Crăciun și Anul Nou.
- The World of Henry Orient (1964) — Două eleve merg la un concert de pian în apropiere de Manhattan, unde constată că pianistul este un afemeiat. Filmul are mai multe scene de Crăciun.
- You've Got Mail (1998)